# Кларк (серіал)
Кларк — шведський драматичний серіал Юнаса Окерлунда, прем'єра якого відбулася 5 травня 2022 на Netflix. Він розповідає про шведського злочинця Кларка Улофссона (якого грає Білл Скашгорд) і заснований на його автобіографії «Що, чорт забирай, трапилося».
Серіал знімався у Швеції, Хорватії та Литві. Перед прем'єрою на площі Норрмальмсторг було встановлено статую Кларка Улофссона, яка стала відомою завдяки пограбуванню банку, в якому брав участь Улофссон. Статуя була встановлена без дозволу агентства зі зв'язків із громадськістю і мала, серед іншого, напис «Присвячується мені за героїчні зусилля в Kreditbanken у серпні 1973 року». Білл Скашгорд отримав нагороду Kristallen 2022 у категорії «Найкраща чоловіча роль року у телевізійній постановці» за головну роль у серіалі.

## Рейтинг
Відгуки критиків загалом були позитивними. На Rotten Tomatoes серіал має рейтинг 78 % від критиків та 93 % від глядачів. Рейтинг серіалу на IMDb — 7,4/10.

## В ролях
- Білл Скашгорд — Кларк Улофссон[en]
  - Колбйорн Скашгорд — Кларк (6 років)
- Лукас Веттерберг — підліток Кларк
- Вільгельм Бломгрен — Томмі Ліндстрьом
- Ізабель Гріль — Маду
- Малін Леванон — Ліз
- Ханна Бьорн — Марія
- Пітер Війтанен — Стен Улофссон, батько Кларка
- Сандра Ілар — Інґбрітт Улофссон, мати Кларка
- Бйорн Густафссон — Кай-Роберт
- Адам Лундгрен — Курре Равен, відомий як «Лис Курре»
- Агнес Ліндстрем Больмгрен — Інгела
- Крістоффер Норденрот — Ян-Ерік «Янне» Олссон
- Клаес Мальмберг — Таге Ерландер
- Деніел Холлберг — Гіллер
- Алісія Агнесон — Крістін «Кікі» Енмарк
- Софі Хофлак — Марійке
- Аліда Морберг — Суссі Корснер
- Томмі Кьорберг — суддя
- Бенас Друктеніс і Грітіс Друктеніс — Джон
- Ліна Люнгквіст — Лєна Нюман